# Eburovices
Los eburovices o aulercos eburovices (en latín, Eburovices, Aulerci Eburovices), eran una tribu gala, una rama de los aulercos. Están mencionados por Julio César (Comentarios a la guerra de las Galias Libro III. 17) con los lexovios. Plinio (Historia Natural xv. 18) habla de los aulercos, qui cognominantur Eburovices, et qui Cenomani. Ptolomeo (ii. 8) dice que los Αὐλέρκοι Ἐβουραϊκοί se extienden desde el Líger al Sécuana, lo que no es cierto. Su capital se encontraba en Mediolanum Aulercorum (moderna Évreux, en Normandía). Sus límites se corresponden a aquellos de la posterior diócesis de Évreux, y se encuentran al norte de los carnutes.